# Торгові ряди (Біла Церква)

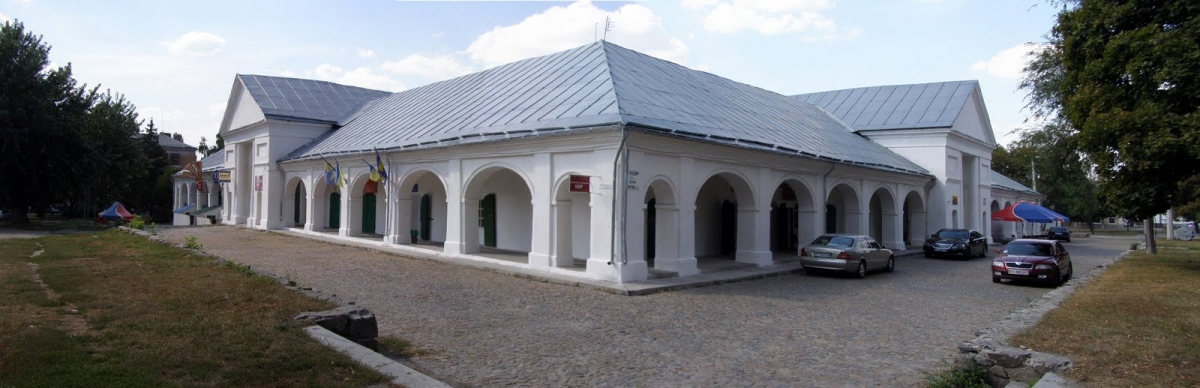
Загальний вигляд Торгових рядів

Торгові ряди (БРУМ) — комплекс торгових рядів у місті Білій Церкві, побудований на початку XIX століття графом Ксаверієм Браницьким. Пам'ятка національного значення (прийнята на облік Постановою РМ УРСР від 24.08.63 № 970).

## Історія

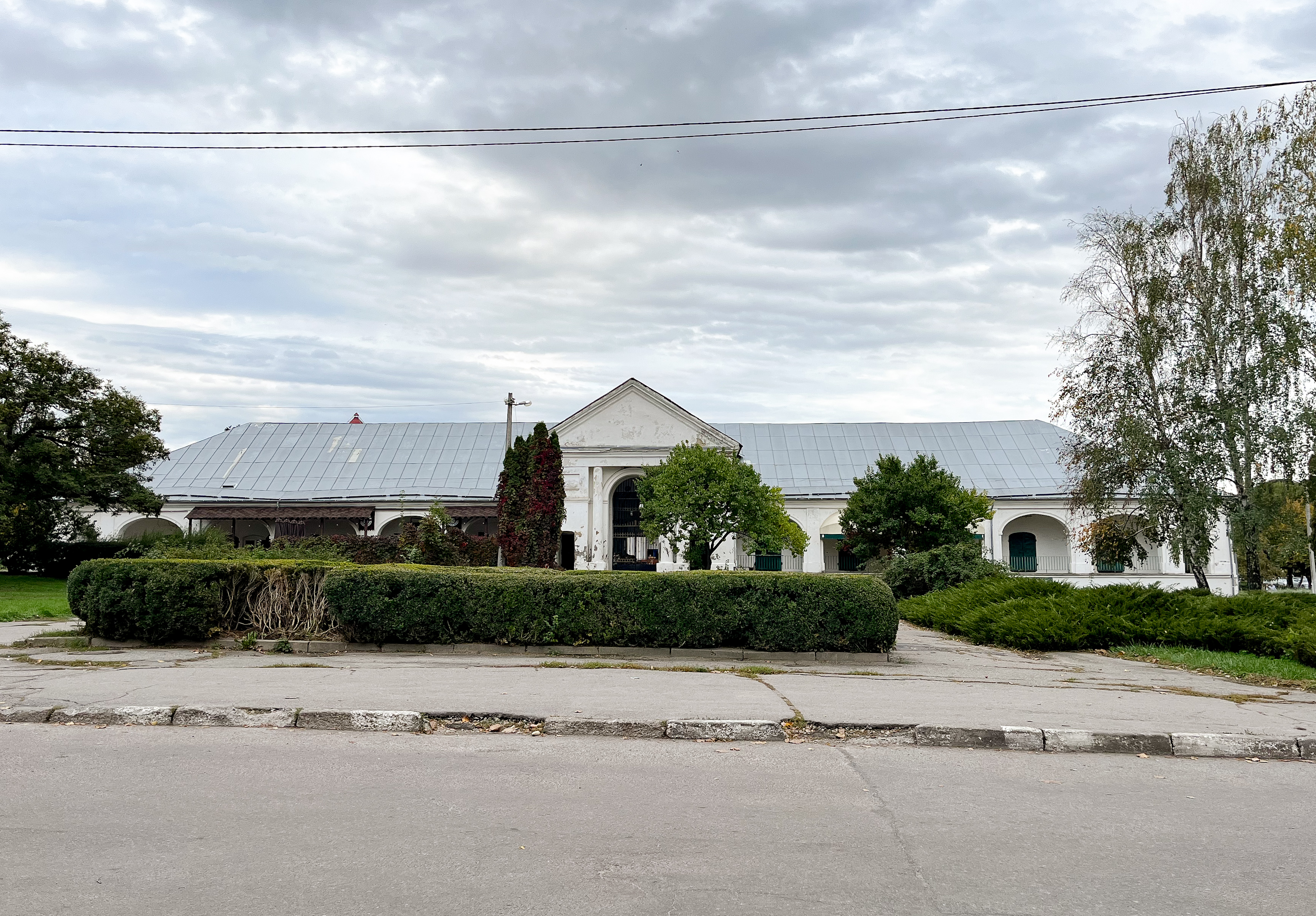
Торгові ряди, Біла Церква, Торгова пл.

Існує дві версії щодо розшифровки абревіатури БРУМ:
- перша говорить, що назва розшифровується як «Браницьких Універсальний Магазин»,
- друга, що це радянська назва будівлі і означає «Білоцерківський Районний Універсальний Магазин».

Торгові ряди збудовані на Базарній площі на замовлення Ф. К. Браницького. Контракт на будівництво укладений в травні 1801 р. Виконавцем був казенний селянин Калузької губернії, мулярський майстер Міна Кузнєцов. Закінчено будівництво близько 1806 р. Оригінально вирішений торговий комплекс площею близько 5000 м² був розрахований на 85 крамниць.
Квадратні в плані Торгові ряди утверджували конфігурацію майдана, а чотири аркових входи — напрями основних осей забудови, які сформували архітектурно-планувальну структуру нового центру міста. Вирішені у стилі раннього класицизму, торгові ряди звернуті на площу відкритими аркадами, які перериваються парадно оформленими портиками, розміщеними по осі чотирьох фасадів. Ці портики відігравали велику композиційну роль, замикаючи перспективу чотирьох взаємоперпендикулярних вулиць, розпланованих по осях квадратної Базарної площі.

## Опис споруди
Одноповерхова, цегляна, квадратна в плані споруда рядів має відкритий внутрішній двір площею 1300 м². У зв'язку з перепадом рельєфу її північно-західна частина піднята на високий цоколь-підмурок з підвалом. По зовнішньому і внутрішньому периметрах до склепінчастих торгових приміщень примикають криті аркові галереї. В центрі кожного з чотирьох фасадів були проїзди у внутрішній двір, оформлені двоколонними портиками з трикутними фронтонами, оздобленими рельєфними зображеннями родового герба Браницьких. Центральний вхід має високі гранітні сходи. Аркада — галерея торгових рядів створювала зручності для покупців і для продавців, бо захищала від сонця і негоди, у внутрішній дворик заїжджали вози з товарами. Високий цоколь головного фасаду збільшував висоту споруди, завдяки чому художнє трактування фасаду добре сприймається з усіх сторін, сприяє її урочистому вигляду, приховує приземкуватість будівлі.

## Доля споруди в XX ст
До пожежі 1973 року призначення Торгових рядів не змінювалось, і відновилося в останні роки. Після пожежі, коли згорів дах рядів і перекриття галерей, надходили пропозиції знести будівлю, щоб звільнити місце для майбутнього театру, однак за сприяння голови республіканського товариства охорони пам'яток історії і культури (УТОПІК) П. Тронька вдалося відстояти цю місцеву пам'ятку, яка творить своєрідне та історичне обличчя центру міста.
БРУМ досі використовується за призначенням — тут розміщені магазини і кафе. На території проходять різні фестивалі та культурні акції зокрема свято квітів, коли навколо Торгових рядів створюють свої виставки всі навчальні заклади Білої Церкви.
Особлива вартість цієї пам'ятки в тому, що вона є однією з небагатьох уцілілих будівель такого призначення. «Будівля гостинного двору в Білій Церкві найбільш цільна і типова споруда такого роду в Росії», писав у 1915 р. відомий дослідник історії архітектури Г. К. Лукомський.

## Галерея

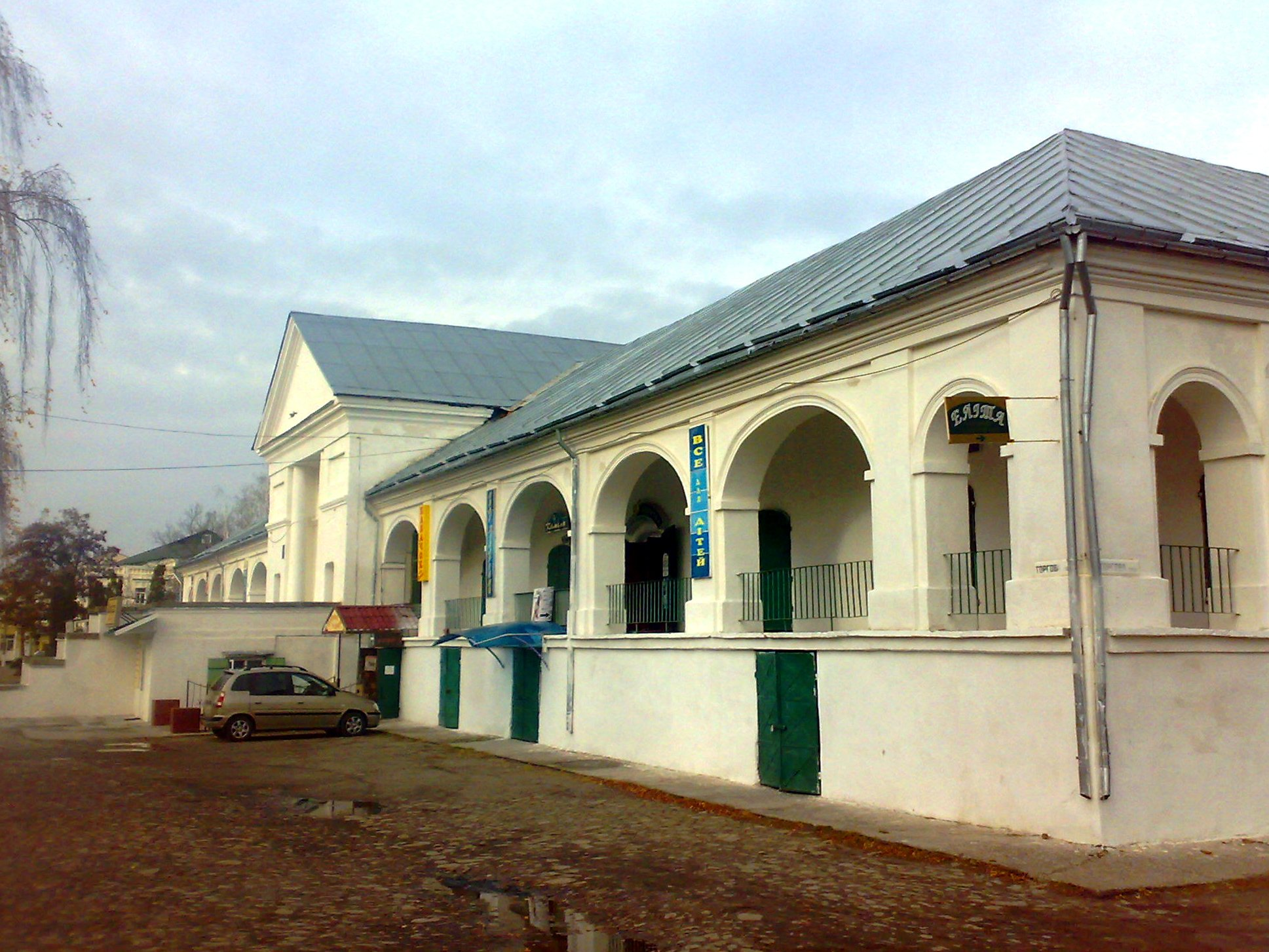
Центральний фасад. Вигляд з правого боку
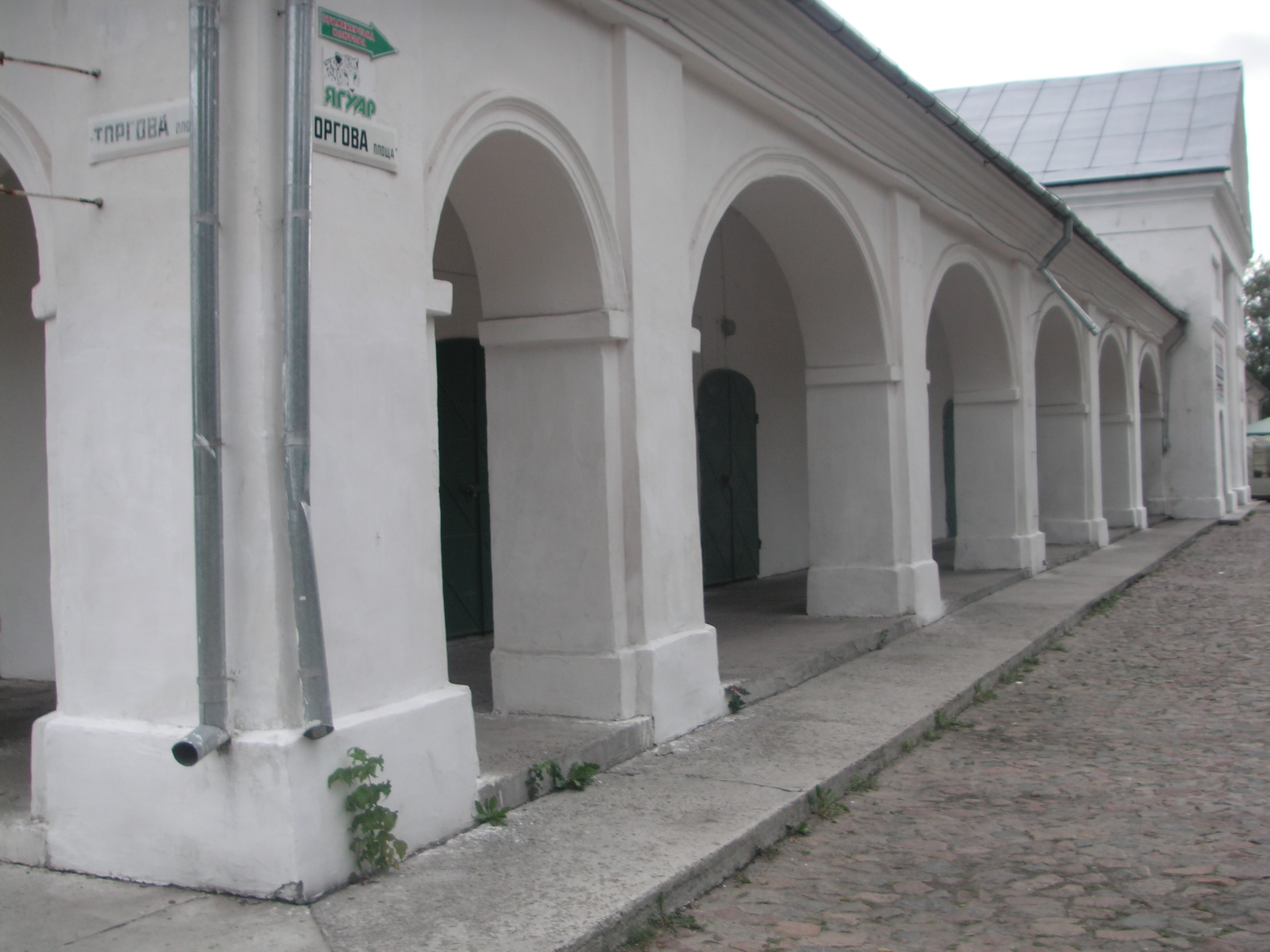
Галерея
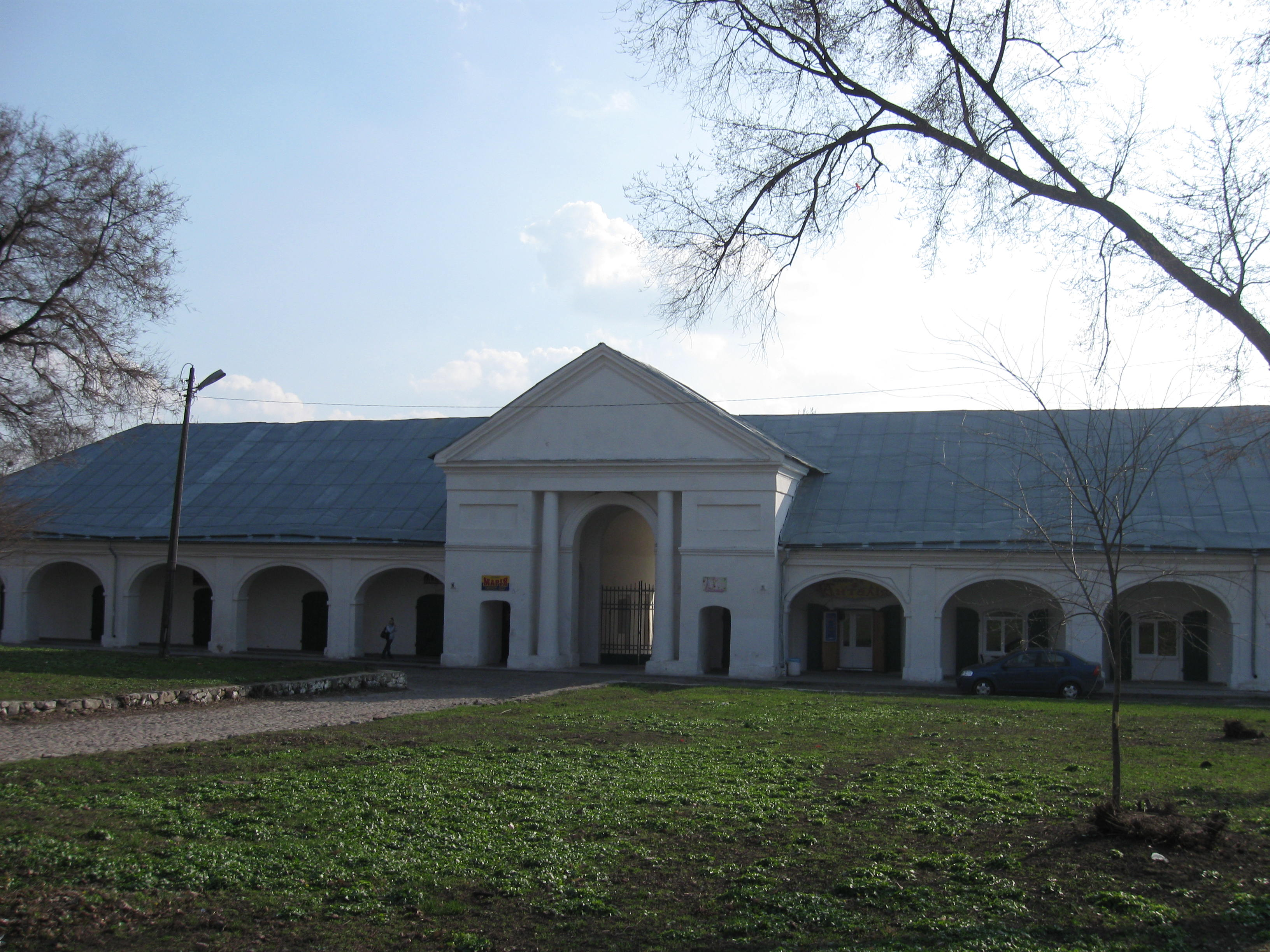
Вигляд з північного боку
Східний фасад
План першого поверху
Вигляд у ХІХ ст.
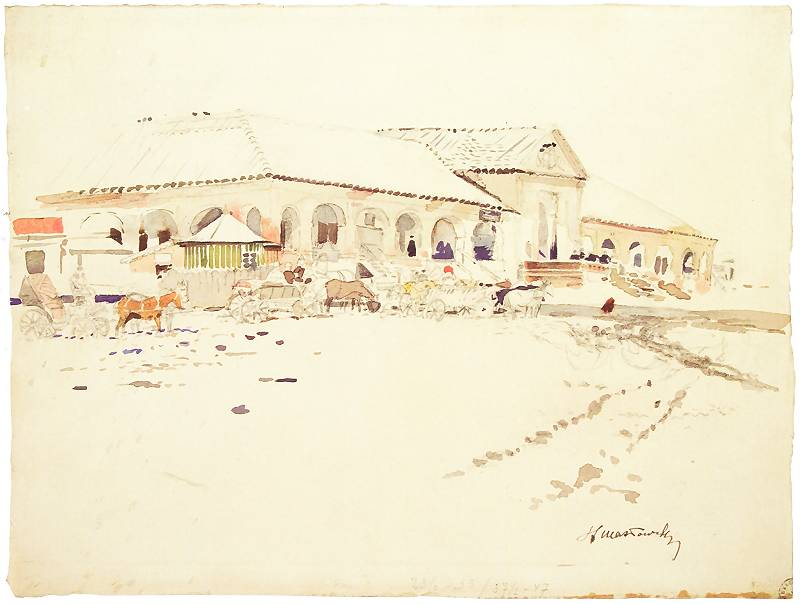
Торгові ряди на картині С.Масловського